# Хронологія Ленінопаду (2020)
У цій статті в хронологічному порядку наведено перелік подій, які відбувалися в рамках Ленінопаду. Перший головний розділ вміщує демонтажі, знесення та повалення пам'ятників Володимирові Леніну. Окремими розділами наведені події демонтажів та повалень пам'ятників іншим комуністичним діячам, а також ліквідації радянських символів під час Ленінопаду. Окрім того, окремо наведено перелік подій, під час яких демонтажам, знесенням чи пошкодженням яких, чинили опір. Перелік подій, дата яких невідома, також поданий окремим розділом.
У випадку демонтажу пам'ятки це може не бути вказано. Якщо пам'ятник повалено або демонтовано з примітками — це вказується додатково.

## Знесення і демонтаж пам'ятників Леніну

### Січень
- 9 січня, м. Євпаторія, Автономна Республіка Крим. Розсипався пам'ятник в парку імені Івана Франка[1].
- 30 січня, смт Затишшя, Захарівський район, Одеська область. Демонтовано погруддя Леніну біля приміщення правління ТОВ «Правда»[2].

### Березень
- 7 березня, c. Голиця, Болградський район, Одеська область. Пам'ятник демонтовано місцевою владою[3].
- 7 березня, c. Владичень, Болградський район, Одеська область. Пам'ятник демонтовано місцевою владою[3].
- 13 березня, c. Веселий Поділ, Семенівський район, Полтавська область. Після звернень від громадськості та розголосу у ЗМІ, передостанній пам'ятник Леніну на Полтавщині було демонтовано[4].

### Квітень
- 9 квітня, смт Іванівка, Іванівський район, Одеська область. Повністю ліквідовано постамент з під пам'ятника Леніну[5].
- 16 квітня, с. Михайлівське, Карлівський район, Полтавська область. Демонтовано погруддя Леніну[6].

### Червень
- 9 червня, с. Первомайське, Захарівський район, Одеська область. Пам'ятник демонтовано місцевою владою[7].
- 9 червня, с. Виноградівка, Болградський район, Одеська область. Пам'ятник демонтовано місцевою владою[8].

### Вересень
- 15 вересня, с. Весняне, Чернівецький район, Вінницька область. Демонтовано погруддя Леніну біля школи[9].
- 24 вересня, с. Васьківчики, Красилівський район, Хмельницька область. Демонтовано погруддя Леніну[10].

### Листопад
- 19 листопада, с. Білокоровичі, Житомирська область. Демонтовано пам'ятник Леніну[11]

## Повалення та пошкодження комуністичних пам'ятників чи пам'ятників Леніну поза межами України
- 25 липня, м. Валуйки, Валуйський район, Бєлгородська область, Росія. Демонтовано погруддя Сталіну[12]

## Заміна пам'ятників
- 20 липня, с. Залізничне, Болградський район, Одеська область. Пам'ятник Леніну перетворено на пам'ятник болгарському переселенцю.[13]
- 25 липня, с. Нижній Березів, Косівський район, Івано-Франківська область. Пам'ятник на честь рейду Сидора Ковпака було перероблено на пам'ятник на честь місцевих борців за Україну.[14]
- 14 жовтня, м. Кременчук, Полтавська область. Пам'ятник Щорсу до Дня Українського козацтва перетворено на пам'ятник козаку.[15][16]

## Ліквідація пам'ятників іншим комуністичним діячам та інших радянських  і російсько-імперських символів
Під час Ленінопаду повалили, демонтували чи пошкодили низку пам'ятників іншим комуністичним діячам, а також інші радянські та російсько-імперські символи.

### Січень
- 4 січня, м. Рубіжне, Луганська область. Демонтовано комуністичну символіку на стелі на честь ВЛКСМ[17].
- 6 січня, м. Рубіжне, Луганська область. З фасаду будівлі ТОВ НВФ "Мікрохім" демонтовано барельєф із зображенням "Минздрав УССР"[18].
- 12 січня, м. Харків. Усунуто серп і молот з будівлі біля станції метро Завод імені Малишева[19].
- 15 січня, м. Конотоп, Сумська область. Демонтовано дошку на честь 50-річчя жовтня[20].
- 17 січня, м. Київ. Усунуто серп і молот на вулиці Жилянській[21].
- 28 січня, м. Каховка, Херсонська область. Демонтовано камінь з меморіальною дошкою на честь комуністів та комсомольців.[22].

### Лютий
- 4 лютого, м. Одеса. Демонтовано меморіальну дошку маршалу Жукову[23].
- 4 лютого, м. Одеса. Демонтовано меморіальну дошку більшовику Хворостіну[24].
- 4 лютого, м. Одеса. Демонтовано меморіальну дошку Калініну[25].
- 4 лютого, м. Харків. Демонтовано табличку із серпом і молот на пр. Московському[26].
- 7 лютого, м. Одеса. Меморіальна дошка маршалу Жукову, яку повторно намагалися встановили на будинку № 64 по вулиці Новосельського замість демонтованої, впала та розбилася.[27]
- 11 лютого, м. Харків. Демонтовано серп і молот біля станції метро Армійська[28]
- 13 лютого, м. Харків. Демонтовано серп і молот з ґрат Ленінського районного суду[29].
- 23 лютого, м. Львів. Демонтовано радянські зірки[30].
- 24 лютого, м. Київ. Демонтовано табличку на честь комсомольців біля станції метро Нивки[31]
- 24 лютого, м. Слов'янськ, Донецька область. Зафарбовано напис "Слава КПСС"[32].
- 29 лютого, м. Харків. Демонтовано стелу на честь комсомольців на території ХПІ[33].

### Березень
- 2 березня, с. Цебрикове, Великомихайлівський район, Одеська область. Демонтовано погруддя Карлу Марксу[34].
- 2 березня, с. Бобрик, Роменський район, Сумська область. Демонтовано серпи та молоти з фасаду сільського клубу[35].
- 5 березня, м. Київ. Демонтовано меморіальну дошку Олександру Максимовичу Бойченку на вулиці Грушевського[36].
- 9 березня, с. Дихтинець, Путильський район, Чернівецька область. Демонтовано скелю трьох чекістів.[37]
- 11 березня, Новомосковський район, Дніпропетровська область. Демонтовано серп і молот зі стели[38].
- 12 березня, с. Вишневе, Татарбунарський район, Одеська область. Демонтовано серп на в'їзді до села[39].
- 17 березня, смт Билбасівка, Слов'янський район, Донецька область. Декомунізовано автобусну зупинку із назвою - Совхозная[40].
- 17 березня, с. Новоселиця, Чигиринський район, Черкаська область. Демонтовано погруддя більшовику Івану Дубовому[41].
- 18 березня, м. Краматорськ, Донецька область. Демонтовано малі архітектурні форми на перехресті вул. Олекси Тихого та проспекту Миру, які мали в своєму оздоблені поєднання серпа та молота і зірки[42].
- 26 березня, с. Кам'янка, Роздільнянський район, Одеська область. Декомунізовано фасад будинку культури[43].
- 26 березня, с. Новоаврамівка, Хорольський район, Полтавська область. Декомунізовано стелу на в'їзді до села[44].
- 30 березня, с. Грушівка, Куп'янський район, Харківська область. Демонтовано серп і молот з фасаду магазину[45].
- 31 березня, с. Войниха, Лубенський район, Полтавська область. Проведено декомунізацію радянського прапора на сільській школі[46].

### Квітень
- 1 квітня, с. Новачиха,  Хорольський район, Полтавська область. Демонтовано макет радянського ордену із серпом та молотом.[47]
- 2 квітня, с. Филенкове, Чутівський район, Полтавська область. Демонтовано стелу на в'їзді до села.[48]
- 3 квітня, с. Баранівка, Шишацький район, Полтавська область. Демонтовано пам'ятник Якову Свердлову.[49]
- 4 квітня, с. Смотрики, Пирятинський район, Полтавська область. Серп і молот на зупинці було замінено на державний прапор.[50]
- 6 квітня, с. Любимівка, Нововоронцовський район, Херсонська область демонтовано серп і молот із стели.[51]
- 6 квітня, смт Краснопілля, Краснопільський район, Сумська область. Демонтовано серп і молот з фасаду військового комісаріату.[52]
- 7 квітня, с. Калинів Міст, Пирятинський район Полтавська область. Демонтовано серп і молот.[53]
- 7 квітня, с. Голінка, Бахмацький район, Чернігівська область. Демонтовано зірку з могили більшовика Петра Гузя.[54]
- 8 квітня, смт Семенівка, Семенівський район, Полтавська область. Демонтовано погруддя Чапаєву.[55]
- 9 квітня, м. Київ. Демонтовано великий покажчик на честь Урицького.[56]
- 12 квітня, м. Чугуїв, Харківська область. Демонтовано дві дошки на честь 50-річчя СРСР.[57]
- 15 квітня, с. Низи, Сумський район, Сумська область. Остаточно демонтовано погруддя голові комнезаму Саєнку.[58]
- 22 квітня, м. Таврійськ, Каховський район, Херсонська область.  Демонтовано серп і молот.[59]
- 22 квітня, м. Чугуїв, Харківська область. Демонтовано дошку на честь 50-річчя СРСР.[60]
- 27 квітня, м. Костянтинівка, Донецька область. Демонтовано дошку на честь комсомольця Котельнікова.[61]
- 29 квітня, с. Крутоярівка, Білгород-Дністровський район, Одеська область. Демонтовано пам'ятник Котовському.[62]

### Травень
- 4 травня, с. Талаківка, Кальміуський район, Донецька область. Демонтовано стару табличку на сільраді з назвою Іллічівського району.[63]
- 7 травня, м. Харків. Демонтовано пам'ятник на честь 50-річчя СРСР у парку Зустріч.[64]
- 7 травня, м. Ізюм, Харківська область. На 2-х стелах біля гори Крем'янець зафарбовано написи про героїв жовтня.[65]
- 9 травня, с. Любитів, Ковельський район, Волинська область. Демонтовано серп і молот та напис СССР.[66]
- 19 травня, с. Запорізьке, Апостолівський район, Дніпропетровська область. Демонтовано дошку на честь 50-річчя СРСР.[67]
- 21 травня, м. Харків. Демонтовано серп і молот на вулиці Отакара Яроша.[68]
- 31 травня, с. Капитолівка, Ізюмський район, Харківська область. У центрі села демонтовано дошку на честь 50-річчя СРСР.[69]

### Червень
- 1 червня, м. Чернігів. Зафарбовано зображення Леніна із його цитатою.[70]
- 1 червня, м. Чернігів. Демонтовано зірку із серпом та молотом на вулиці Індустріальній.[71]
- 2 червня, м. Київ. Демонтовано табличку із серпом та молотом на вулиці Кубанської України.[72]
- 2 червня, с. Згурівка. Демонтовано меморіальну дошку на честь 70-річчя жовтневого перевороту на фасаді місцевого райвідділку поліції.[73]
- 9 червня, с. Хрещенівка, Нововоронцовський район, Херсонська область. Закрито зображення Леніна та серп і молот на фасаді школи.[74]
- 12 червня, с. Никанорівка, Добропільський район, Донецька область. Демонтовано погруддя Никанору Скорику.[75]
- 14 червня, с. Білошиці, Коростенський район, Житомирська область. Демонтовано погруддя Щорсу.[76]
- 15 червня, с. Білошиці, Коростенський район, Житомирська область. Демонтовано пам'ятник Щорсу біля місцевої школи.[77]
- 15 червня, с. Білошиці, Коростенський район, Житомирська область. Демонтовано пам'ятник на місці загибелі Щорса.[78]
- 15 червня, с. Нова Ковалівка, Біляївський район, Одеська область. Демонтовано серп і молот на стовпі.[79]
- 19 червня, м. Харків. Закрито серпи та молоти на фасаді будівлі на вулиці Сумській.[80]
- 22 червня, с. Миколаївка, Менський район, Чернігівська область. Демонтовано памятник Кірову.[81]
- 23 червня, с. Варварівка, Олевський район, Житомирська область. Демонтовано серпи та молоти.[82]
- 23 червня, с. Лука, Лохвицький район, Полтавська область. Демонтовано пам'ятник Кірову.[83]

### Липень
- 1 липня, с. Бакланова Муравійка, Куликівський район, Чернігівська область. Демонтовано два серп-молота.[84]
- 3 липня, с. Біловод, Роменський район, Сумська область. Демонтовано серп і молот на фасаді будинку культури.[85]
- 16 липня, м. Кропивницький. Демонтовано Орден Дружби народів на однойменній площі.[86][87]
- 16 липня, м. Авдіївка, Донецька область. Прибрано напис на честь жовтневого перевороту.[88]
- 16 липня, с. Володькова Дівиця, Носівський район, Чернігівська область. Демонтовано погруддя Куйбишеву.[89]
- 16 липня, с. Володькова Дівиця, Носівський район, Чернігівська область. Демонтовано погруддя Кропив'янському.[90]
- 17 липня, с. Каїри, Горностаївський район, Херсонська область. Демонтовано серп і молот у центрі села.[91]
- 20 липня, смт Ружин, Ружинський район, Житомирська область. Демонтовано радянську меморіальну дошку із серпом та молотом.[92]
- 20 липня, с. Вертокиївка, Житомирський район, Житомирська область. Демонтовано орден Леніна.[93]
- 21 липня, м. Залізне, Донецька область. Невідомі патріоти демонтували пам'ятник Артему.[94][95]
- 28 липня, м. Дніпро. Декомунізовано напис при в'їзді до міста.[96]
- 28 липня, м. Київ. Демонтовано дошку на честь Фрунзе.[97]

### Серпень
- 4 серпня, Гайсинський район, Вінницька область. Демонтовано напис "Більшовик" зі стели.[98]
- 4 серпня, м. Валки, Валківський район, Харківська область. Демонтовано серпи та молоти на будівлі районної ради.[99]
- 5 серпня м. Покровськ, Донецька область. Демонтовано меморіальну дошку більшовику Микиті Боровому.[100]
- 11 серпня, с. Рудка, Чернігівський район, Чернігівська область. Демонтовно серп і молот на фасаді будинку культури.[101]
- 11 серпня, м. Знам'янка, Кіровоградська область. На фасаді лікарні демонтовано дошку на честь 100-річчя з дня народження Леніна.[102]
- 13 серпня, м. Слов'янськ, Донецька область. Прибрано серп і молот на будинку №9 по вулиці Шевченка.[103]
- 13 серпня, смт. Нова Прага, Олександрійський район, Кіровоградська область. Демонтовано серп і молот зі стели колгоспу.[104]
- 17 серпня смт. Ладан, Прилуцький район, Чернігівська область. Демонтовано табличку на честь місцевих "Борців за владу Рад" біля селищної ради.[105]
- 18 серпня, с. Берег, Дубенський район, Рівненська область демонтовано серп і молот з фасаду будинку культури.[106]
- 19 серпня, м. Київ, демонтовано макет радянського ордену у парку "Перемога".[107]
- 19 серпня, с. Субіч, Кам'янець-Подільський район, Хмельницька область. Демонтовано барельєф із зображенням Леніна.[108]
- 20 серпня, м. Київ, замінено табличку "Московський міст" на "Північний міст"[100]
- 21 серпня, с. Дніпряни, Херсонська область Демонтовано погруддя більшовику Петру Солодухіну.[109]
- 22 серпня, м. Луцьк, невідомі зафарбували червоним макет ордена із зображенням Сталіна на місцевому меморіалі.[110]
- 22 серпня, с. Інженерне, Дніпровський район, Херсонська область замінено в'їзний покажчик на декомунізований.[111]
- 28 серпня, с. Новомиколаївка, Скадовський район, Херсонська область. Демонтовано макет радянського ордена і напис "Землі Кірова".[112]
- 28 серпня,м. Мукачево, Закарпатська область. Демонтовано пам'ятник Максиму Горькому [113]
- 31 серпня, с. Зеленьків, Тальнівський район, Черкаська область. Декомунізовано стелу на в'їзді до села.[114]
- 31 серпня, с. Носачів, Смілянський район, Черкаська область. Демонтовано серп і молот на фасаді будинку культури та замінено на герб села.[115]

### Вересень
- 1 вересня, м. Сєвєродонецьк, Луганська область. Демонтовано макет ордену із серпом та молоту з пам'ятника прикордонникам [116]
- 7 вересня, с. Ланна, Карлівський район, Полтавська область. Демонтовано серп і молот з фасаду Будинку культури.[117]
- 10 вересня, с. Зимівник, Корабельний район, Херсонська область. Проведено заміну в'їзних знаків на декомунізовані.[118]
- 10 вересня, м. Новомосковськ, Дніпропетровська область. Демонтовано серп і молот з фасаду Будинку культури імені Олеся Гончара.[119]
- 10 вересня, Новомосковський район, Дніпропетровська область. Демонтовано серп і молот зі стели району.[120]
- 11 вересня, с. Рогізне, Демидівський район, Рівненська область. Демонтовано серп і молот з фасаду Будинку культури.[121]
- 11 вересня, с. Орлівщина, Новомосковський район, Дніпропетровська область. Демонтовано серп і молот з фасаду Будинку культури.[122]
- 14 вересня, с. Олександрівка, Білозерський район, Херсонська область. Мозаїчне панно із зображенням Леніна закрито прапором України.[123]
- 16 вересня, смт Великий Бурлук, Великобурлуцький район, Харківська область. Демонтовано радянські покажчики з двох центральних вулиць.[124]
- 16 вересня, м. Київ. Демонтовано анотаційну дошку Івану Лепсе.[125]
- 16 вересня, с. Горошине, Семенівський район, Полтавська область. Демонтовано пам'ятник Енгельсу.[126]
- 16 вересня, с. Рубанівка, Великолепетиський район, Херсонська область. Демонтовано меморіальну дошку на честь створення місцевого осередку комуністичної партії.[127]
- 17 вересня, м. Київ. Демонтовано анотаційну дошку Миколі Ватутіну.[128]
- 19 вересня, с. Рашівка, Гадяцький район, Полтавська область. Демонтовано серп і молот з фасаду Будинку культури.[129]
- 19 вересня, м. Мукачево, Закарпатська область. Демонтовано дошку на честь Директоріуму.[130]
- 20 вересня, с. Оріховець, Сквирський район, Київська область. Демонтовано зображення Леніна з фасаду Будинку культури.[131]
- 21 вересня, м. Рубіжне, Луганська область. Демонтовано зображення ордена Леніна.[132]
- 24 вересня, м. Київ. Демонтовано анотаційну дошку на честь Івана Кудрі.[133]
- 28 вересня, с. Курганне, Великобурлуцький район, Харківська область. Демонтовано два серпи та молоти із зупинки.[134]
- 29 вересня, смт Приазовське, Приазовський район, Запорізька область. Демонтовано серп і молот з фасаду музичної школи.[135]
- 30 вересня, м. Харків. Було демонтовано пам'ятник на честь першої майовки.[136]

### Жовтень
- 5 жовтня, с. Агрономія, Арбузинський район, Миколаївська область. Зі стели села демонтовано макет ордену жовтневої революції.[137]
- 6 жовтня, с. Преображенка, Чаплинський район, Херсонська область. Прибрано слова "Колгосп ім. Кірова" зі стели на в'їзді до села.[138]
- 10 жовтня, м. Київ. Демонтовано другу анотаційну дошку Ватутіну.[139]
- 18 жовтня, с. Жабокричка, Чечельницький район, Вінницька область. Дошку на честь чекіста Ярового біля місцевого поля замінено табличкою з написом "Поле "Права Басалига" с. Жабокричка".[140]
- 28 жовтня. с. Гуменне, Вінницька область. Демонтовно серп і молот на стелі "Слава Праці".[141]
- 30 жовтня, м. Каховка, Херсонська область. Демонтовано відновлений пам'ятник на честь командного пункту Блюхера на Каховському плацдармі.[142]

### Листопад
- 3 листопада м. Київ Демонтовано серпи та молоти з Повітрофлотського мосту.[143]
- 3 листопада с. Княжа Криниця, Вінницька область. Зафарбовано напис Радянське на зупинці села Княжа Криниця.[144]
- 6 листопада, с. Мала Рогань, Харківська область. Демонтовано герб УРСР з фасаду Малороганської школи.[145]
- 10 листопада, смт. Кегичівка, Харківська область. Демонтовано серп і молот з фасаду будівлі за адресою вул. 1 травня,11.[146]
- 13 листопада, с. Требухів, Київська область. Демонтовано серп і молот з фасаду Будинку культури.[147]
- 18 листопада, смт. Печеніги, Харківська область. Демонтовано серп і молот з фасаду будівлі Ощадбанку.[148]
- 19 листопада, с. Широка Балка,Херсонська область. Демонтовано серп і молот на фасаді Будинку культури.[149]
- 20 листопада, м. Слов'янськ, Донецька область. Демонтовано серпи та молоти на вулиці Шнурківській.[150]
- 20 листопада, с. Виноград, Черкаська область. Демонтовано серп і молот з фасаду Будинку культури.[151]
- 23 листопада, м. Миколаїв. Демонтовано 4 макети радянських орденів з фасаду ЧСЗ.[152]
- 30 листопада, с. Чорномин, Вінницька область. Демонтовано серп і молот на стелі.[153]

### Грудень
- 3 грудня с. Квітки, Черкаська область. Демонтовано стелу із назвою села та зображенням Серго Орджонікідзе та встановлено нову, яка вже не містила порушень закону[154].
- 14 грудня с. Нелюбівка, Полтавська область. Демонтовано пам'ятник Фрунзе[155].
- 14 грудня с. Гур'їв Козачок, Харківська область. Демонтовано дошку на честь члена Верховної палати Федерального зібрання РФ на фасаді школи[156].
- 16 грудня с. Старий Солотвин, Житомирська область. Демонтовано серп і молот з фасаду Будинку культури[157].
- 25 грудня с. Вороне, Черкаська область. Зафарбовано серп і молот на сільській автобусній зупинці[158].

## Цікаві факти
- На початок 2020 року всього в Україні із приблизно 1600 (сума знесених + ті, що лишились) лишалось близько 300 пам'ятників Леніну, більшість з яких — на тимчасово окупованих Росією і терористами територіях. Декілька пам'ятників Леніну залишається ще не демонтованими на півдні Одеської області.

 — місто Київ, в якому пам'ятники протягом періоду відповідно демонтовані/знесені
 — обласні центри України, в яких пам'ятники протягом періоду відповідно демонтовані/знесені
 — міста, в яких пам'ятники протягом періоду відповідно демонтовані/знесені
 — селища, села, селища міського типу, в яких пам'ятники протягом періоду відповідно демонтовані/знесені